# Fabio Fabiano
Fabio Fabiano (Padova, 17 novembre 1930) è un allenatore di pallacanestro italiano, tecnico delle giovanili del Petrarca.

## Carriera
Inizia ad allenare nelle giovanili del Petrarca nel 1954 vincendo tre campionati veneti con la formazione allievi.
Nel 1968 guida il Petrarca in Serie A.
Successivamente è tornato ad allenare le giovanili del Petrarca.

## Palmarès

### Allenatore

#### Squadra
- Campione d'Italia Juniores: 2

1958, 1959
- Titolo Veneto Allievi: 2

1955, 1956

#### Individuale
- Miglior allenatore giovanile

1957
- Premio Van Zandt

1968

## Onorificenze
È allenatore benemerito della Federazione Italiana Pallacanestro dal 2003.